# Franco Gabrieli
Franco Gabrieli (Roma, 21 settembre 1962) è un allenatore di calcio ed ex calciatore italiano di ruolo difensore.

## Carriera

### Giocatore
Cresciuto nel settore giovanile della Lazio, passa poi alla Lodigiani, con cui esordisce nel Campionato interregionale, contribuendo alla conquista della promozione in Serie C2 nella stagione 1982-1983. Dopo il primo anno in C2, passa per una stagione al Trento per fare successivamente ritorno alla Lodigiani per un'ulteriore stagione e passare poi definitivamente al Trento in Serie C1. Con i trentini disputa tre campionati di terza serie, realizzando 6 reti nella terza stagione (record personale).
Nel 1989 passa al Piacenza, appena retrocesso in Serie C1, ma dopo pochi mesi è acquistato dal Barletta dove disputa due stagioni di Serie B con una salvezza e una retrocessione. Dopo una stagione al Messina (conclusa con una nuova retrocessione), passa al Padova, dove rimane per cinque stagioni. Diventa un'autentica bandiera del club veneto, con cui gioca anche due stagioni in Serie A (1994-1995 e 1995-1996) segnando in totale 4 reti.
Nel 1997 passa al Ravenna dove rimane poco più di una stagione, prima di far ritorno al Padova dove conclude nel 1999 la sua attività agonistica.

### Allenatore
Dopo un'esperienza come vice di Giuseppe Galderisi al Mestre, entra nello staff tecnico giovanile del Padova, allenando in sequenza i Giovanissimi Nazionali, gli Allievi Nazionali e la Berretti, con la quale raggiunge la finale nazionale nel 2007 persa contro il Perugia.
Lasciata Padova, diventa l'allenatore della primavera del Vicenza, ruolo che ricopre per due anni. Dalla stagione 2009-2010 alla stagione 2013-2014 è sulla panchina della prima squadra del Saonara Villatora, militante nel campionato di Promozione.
Il 15 giugno 2015 diventa il nuovo allenatore del Mestrino, formazione della Provincia di Padova neopromosso in Eccellenza. Il 1º dicembre viene sollevato dall'incarico.
Il 12 giugno 2016 diventa il nuovo allenatore del Mellaredo, formazione di Pianiga (Città metropolitana di Venezia), militante in Promozione.
Il 19 giugno 2017 diventa il nuovo allenatore dell'Abano, formazione militante in Serie D. Il 27 marzo 2018, con l'Abano ultimo in classifica, lascia la guida della società.

## Palmarès

### Giocatore
- Campionato Interregionale: 1

Lodigiani: 1982-1983
- Coppa Italia Dilettanti: 1

Lodigiani: 1982-1983